# Estrella de tipo O

clasificación de Morgan-Keenan

Una estrella de tipo O es una estrella caliente blanco-azulada de tipo espectral O en el sistema de clasificación de Yerkes empleado por los astrónomos. Tienen temperaturas que exceden de los 30.000 Kelvin (K) y aparecen a la izquierda en el diagrama de Hertzsprung-Russell. Las estrellas de este tipo se identifican por líneas de absorción dominantes de Helio II, fuertes líneas de otros elementos ionizados, hidrógeno y líneas neutrales de Helio más débiles que las de tipo espectral B.
Las estrellas de este tipo son particularmente raras; solo un 0.00003% de la secuencia principal son estrellas de tipo-O. Sin embargo, debido a que suelen ser muy brillantes, pueden ser vistas cuanto más alejadas que las estrellas más débiles y dos de las 90 estrellas más brillantes vistas desde la Tierra son de tipo O...
Debido a la alta temperatura y la luminosidad, las estrellas de tipo O terminan sus vidas con bastante rapidez en violentas explosiones de supernova, resultando en agujeros negros o estrellas de neutrones. La mayoría de estas estrellas son masivas, pudiendo ser de la secuencia principal, gigantes o supergigantes, aunque las estrellas centrales de las nebulosas planetarias, viejas estrellas de baja masa cerca del final de sus vidas, también suelen tener espectros O.
Las estrellas de tipo O se encuentran típicamente en regiones de formación de estrellas activas, como los brazos espirales de una galaxia espiral o un par de galaxias que sufren colisión y fusión (como las Galaxias Antenas). Estas estrellas iluminan cualquier material circundante y son en gran parte responsables de la coloración distinta de los brazos de una galaxia. Además, las estrellas de tipo O también son frecuentes en sistemas de estrellas múltiples, donde su evolución es más difícil de predecir debido a la transferencia de masa y la posibilidad de que las estrellas de los componentes pasen supernova en diferentes momentos.

## Clasificación
Las estrellas tipo O se clasifican por la fuerza relativa de ciertas líneas espectrales. Las líneas clave son las líneas HeII prominentes a 454,1 nm y 420,0 nm, que varían de muy débil a O9,5 a muy fuerte en O2-O7, y las líneas HeI a 447,1 nm y 402,6 nm, que varían de ausente en O2 / 3 a prominente en O9.5. La clase O7 se define donde las líneas HeI de 454,1 nanómetros HeII y 447,1 nanómetros tienen la misma resistencia. Las estrellas de tipo O más calientes tienen líneas neutras tan débiles que se separan mejor sobre la fuerza relativa de las líneas NIII y NIV.
Las clases de luminosidad de las estrellas de tipo O se asignan a las resistencias relativas de las líneas de emisión HeII y ciertas líneas ionizadas N y Si. Estos son indicados por el sufijo "f" en el tipo espectral, con "f" solo indicando la emisión NIII y HeII, "(f)" lo que significa que la emisión de He es débil o ausente "(f) Es débil o ausente, "f *" indicando la adición de emisión muy fuerte de NIV, y "f +" la presencia de emisión de SiIV. Luminosidad clase V, estrellas de secuencia principal, generalmente tienen líneas de emisión débiles o faltantes, con gigantes y supergigantes mostrando una fuerza de línea de emisión creciente. En O2-O4, la distinción entre la secuencia principal y las estrellas supergigantes es estrecha y puede que ni siquiera represente verdadera luminosidad o diferencias evolutivas. En las clases intermedias O5-O8, la distinción entre O (f)) secuencia principal, O (f) gigantes, y De supergigantes está bien definida y representa un aumento definido de la luminosidad. La fuerza creciente de la emisión de SiIV es también un indicador de la luminosidad creciente y éste es el medio primario de asignar clases de la luminosidad a las estrellas finales del tipo O.
El subtipo de clase de luminosidad Vz se define exclusivamente para O estrellas, específicamente los tipos O3 a O8. Los espectros de estas estrellas tienen una inusualmente fuerte línea de helio ionizado de 468,6 nm, que se cree que indica una juventud extrema. El "z" representa la edad-cero.
Para ayudar con la clasificación de estrellas tipo O, se listan ejemplos estándar para la mayoría de los tipos definidos. La siguiente tabla da una de las estrellas estándar para cada tipo espectral. En algunos casos, no se ha definido una estrella estándar. Para los tipos espectrales O2 a O5.5, las supergigantes no se dividen en subtipos Ia / Iab / Ib. Los tipos espectrales subgigantes no están definidos para los tipos O2, O2.5 u O3. Las clases de luminosidad luminosa brillante no se definen para las estrellas más calientes que O6.
|      | Vz         | V              | IV              | III             | II          | I               | Ib         | Iab       | Ia         |
| ---- | ---------- | -------------- | --------------- | --------------- | ----------- | --------------- | ---------- | --------- | ---------- |
| O2   |            | BI 253         |                 | HD 269810       |             | HD 93129 Aa/Ab  |            |           |            |
| O3   | HD 64568   | tbd            |                 | tbd             |             | Cyg OB2-7       |            |           |            |
| O3.5 | HD 93128   | HD 93129 B     |                 | Pismis 24-17    |             | Sher 18         |            |           |            |
| O4   | HD 96715   | HD 46223       | HD 93250        | ST 2-22         |             | HD 15570        |            |           |            |
| O4.5 | tbd        | HD 15629       | HD 193682       | tbd             |             | Cyg OB2-9       |            |           |            |
| O5   | HD 46150   | HDE 319699     | HD 168112       | HD 93843        |             | CPD -47 2963 AB |            |           |            |
| O5.5 | tbd        | HD 93204       | tbd             | tbd             |             | Cyg OB2-11      |            |           |            |
| O6   | HD 42088   | ALS 4880       | HD 101190 Aa/Ab | HDE 338931      | HDE 229196  |                 | tbd        | tbd       | HD 169582  |
| O6.5 | HD 91572   | HD 12993       | HDE 322417      | HD 152733 Aa/Ab | HD 157857   |                 | tbd        | tbd       | HD 163758  |
| O7   | HD 97966   | HD 93146       | ALS 12320       | Cyg OB2-4 A     | HD 94963    |                 | HD 69464   | tbd       | tbd        |
| O7.5 | HD 152590  | HD 35619       | HD 97319        | HD 163800       | HD 34656    |                 | HD 17603   | 9 Sge     | tbd        |
| O8   | HDE 305539 | HD 101223      | HD 94024        | λ Ori A         | 63 Oph      |                 | BD-11°4586 | HD 225160 | HD 151804  |
| O8.5 |            | HD 14633 Aa/Ab | HD 46966 Aa/Ab  | HD 114737 A/B   | HD 75211    |                 | HD 125241  | tbd       | HDE 303492 |
| O9   |            | 10 Lac         | HD 93028        | HD 93249 A      | τ CMa Aa/Ab |                 | 19 Cep     | HD 202124 | α Cam      |
| O9.2 |            | HD 46202       | HD 96622        | HD 16832        | ALS 11761   |                 | HD 76968   | HD 218915 | HD 152424  |
| O9.5 |            | AE Aur, μ Col  | HD 192001       | HD 96264        | δ Ori Aa/Ab |                 | tbd        | HD 188209 | tbd        |
| O9.7 |            | υ Ori          | HD 207538       | HD 189957       | HD 68450    |                 | HD 47432   | μ Nor     | GS Mus     |

## Ejemplos
Las estrellas tipo O son raras pero luminosas, por lo que son fáciles de detectar y hay una serie de ejemplos a simple vista.

### Secuencia principal

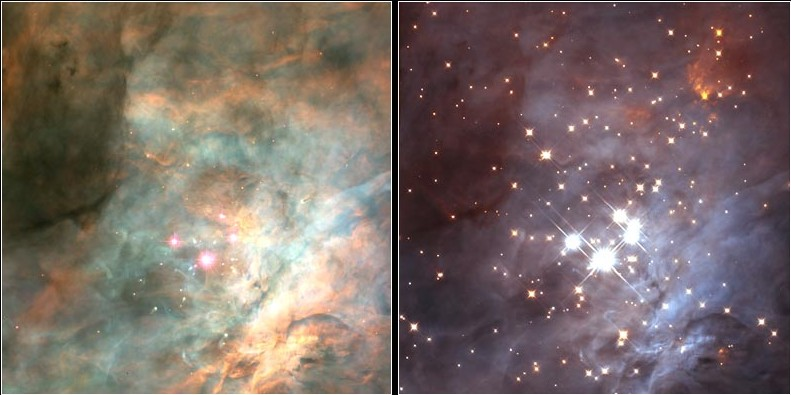
La estrella más brillante en el cluster de Trapecio es O7V estrella θ1 Orionis C. Los otros tres son B0.5 y B1 estrellas de la secuencia principal.

- 10 Lacertae
- AE Aurigae
- BI 253
- Delta Circini
- HD 93205 (V560 Carinae)
- Mu Columbae
- Sigma Orionis
- Theta1 Orionis C
- VFTS 102
- Zeta Ophiuchi

### Gigantes

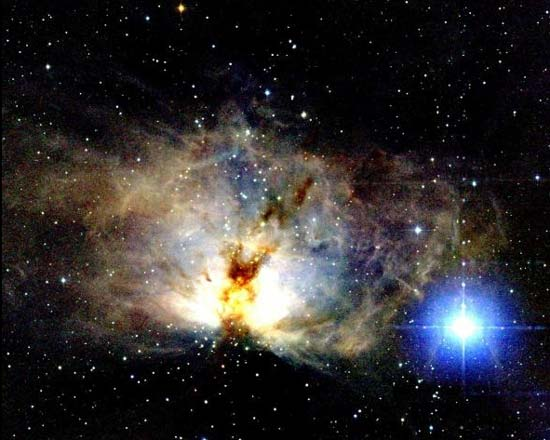
Alnitak es un sistema de triple estrella con un supergigante O9.7 y un gigante O9, así como un gigante B0. Estas estrellas iluminan la cercana Nebulosa de la Llama

- Iota Orionis
- LH54-425
- Meissa
- Estrella de Plaskett
- Xi Persei
- Mintaka

### Supergigantes
- 29 Canis Majoris
- Alnitak
- Alpha Camelopardalis
- Cygnus X-1
- Tau Canis Majoris
- Zeta Puppis

### Estrellas centrales de las nebulosas planetarias

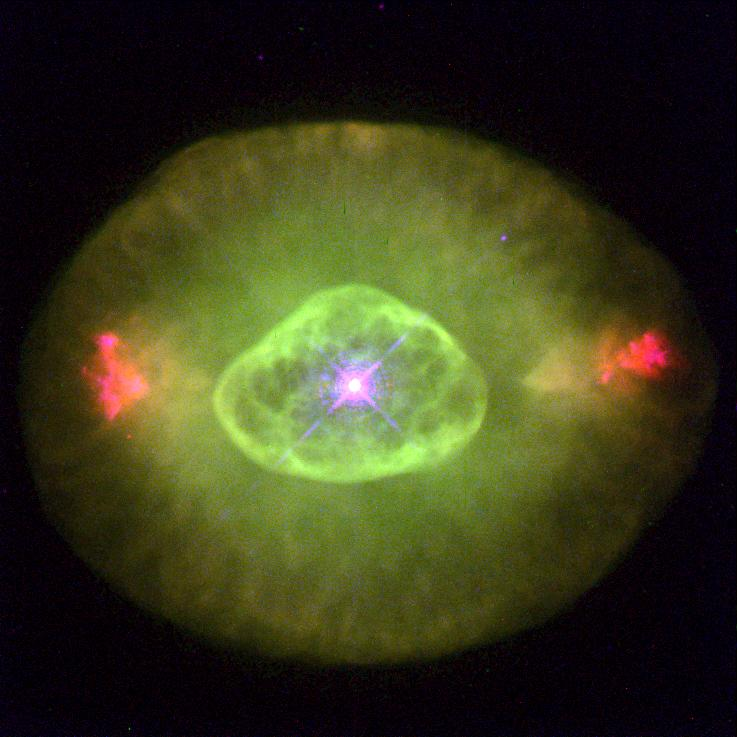
La estrella central de NGC 6826 es una estrella de baja masa O6.

- NGC 2392 (O6)
- IC 418 (O7fp)
- NGC 6826 (O6fp)

### Sub enanas
- HD 49798 (sdO6p)